# Marta Włodkowska
Marta Włodkowska (ur. 9 sierpnia 1973 w Szczecinie) – polska pływaczka, olimpijka z Barcelony 1992.
Na igrzyskach w Barcelonie wystartowała w wyścigu na 200 m stylem grzbietowym zajmując 38. miejsce oraz w wyścigu na 400 m stylem zmiennym zajmując 24. miejsce.